# Bonamia oblongifolia
Bonamia oblongifolia är en vindeväxtart som beskrevs av Myint. Bonamia oblongifolia ingår i släktet Bonamia och familjen vindeväxter. Inga underarter finns listade i Catalogue of Life.